# Мейсон, Теодорус
Теодорус Бейли Майерс Мейсон (англ. Theodorus Bailey Myers Mason; 1848—1899) — военно-морской деятель США, основатель и первый руководитель Управления военно-морской разведки.

## Биография
Теодорус Мейсон был сыном Теодоруса Майерса, известного нью-йоркского юриста, который во время гражданской войны служил в армии в чине полковника; дядей Теодора-младшего был контр-адмирал Теодорус Бейли. Теодорус получил фамилию Мейсон в знак уважения к его деду по материнской линии Сидни Мейсону, у которого не было наследников мужского пола.
Теодорус Мейсон в 1868 году окончил Военно-морскую академию США в Аннаполисе и был направлен в Гидрографическую службу ВМФ. По роду службы Мейсон много путешествовал по Европе и Южной Америке, занимаясь, по сути дела, сбором разведывательных данных о состоянии флотов и военно-морской науки в других странах. В это время ВМС США существенно отставали по своим характеристикам от флотов крупнейших морских держав Европы, и Мейсон скоро пришёл к выводу о необходимости создания единой спецслужбы для централизованного сбора информации о флотах и военно-морских технологиях. Свои соображения Мейсон неоднократно излагал в рапортах министру ВМС США, и в начале 1880-х годов правительство США признало необходимым начать практические действия в этом направлении.
Министр ВМС Уильям Хант согласился с предложениями Мейсона и 23 марта 1882 года издал приказ № 292 об учреждении Управления военно-морской разведки в рамках Навигационного бюро ВМС во главе с лейтенантом Мейсоном в качестве первого «главного сотрудника разведки» (англ. Chief Intelligence Officer). Мейсон приступил к исполнению обязанностей руководителя Управления в июне 1882 года. Управление военно-морской разведки первоначально занимало небольшое помещение в здании, где размещались Госдепартамент, военное и военно-морское министерства США (ныне — Здание администрации Эйзенхауэра в Вашингтоне, на пересечении Пенсильвания-авеню и 17-й улицы).
Несмотря на первоначальные трудности в работе Управления, правительственные ведомства США признали его значение и использовали собранные его сотрудниками данные для модернизации ВМС США. В одном из своих отчётов времён Второй тихоокеанской войны (1879—1883) Мейсон проанализировал ситуацию Атакамского берегового конфликта между Перу и Боливией. Отчёт был основан как на материалах донесений, так и личных наблюдениях Мейсона и имел важное значение для понимания исхода Второй тихоокеанской войны.
Мейсон руководил Управлением военно-морской разведки до апреля 1885 года, когда его на этом посту сменил лейтенант Раймонд Роджерс. В январе 1894 года Мейсон был произведён в звание лейтенант-коммандера, и вышел в отставку в декабре того же года.
Теодорус Мейсон умер в 1899 году и похоронен на кладбище Грин-Вуд в Нью-Йорке.